# 马丁尼兹宫

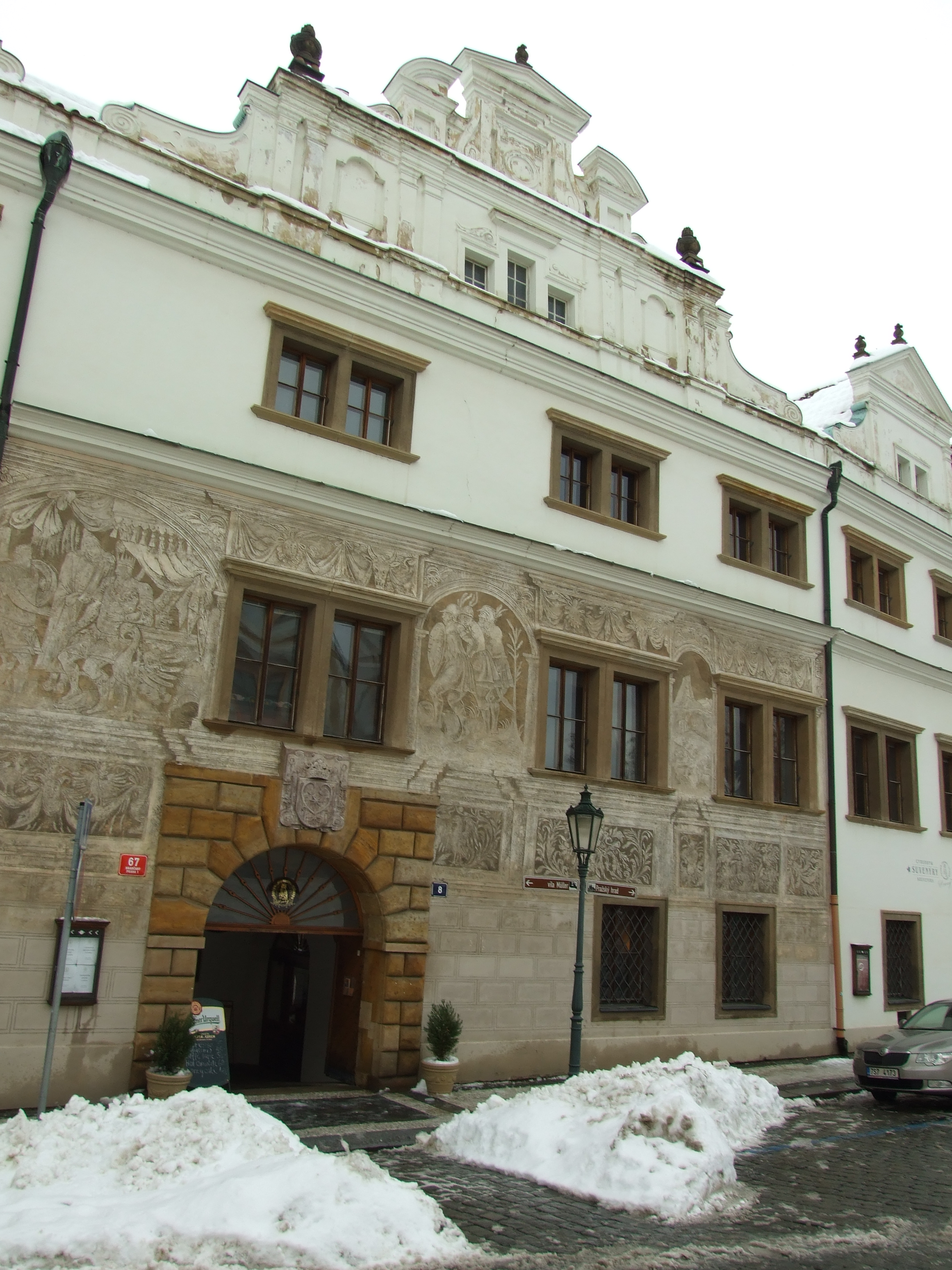
立面

马丁尼兹宫（Martinický palác）位于布拉格城堡广场，16世纪布拉格最漂亮的文艺复兴建筑之一。

## 历史
这座建筑兴建于1541年布拉格小城和城堡区火灾之后，1583年出售给马丁尼兹后立即开始重建。此后一直属于马丁尼兹家族，直到1788年该家族灭绝。该建筑的外观装饰华丽，表现埃及的约瑟、赫拉克勒斯的事迹等，建筑内部也拥有丰富的装饰画。
在20世纪进行修复工作，在精确的图纸和规划的基础上，一些内部空间恢复到原来的文艺复兴风格。人们发现，马丁尼兹兴建的这座建筑，布局与布拉格城堡内旧皇宫相似，但规模为后者之半。今天马丁尼兹宫向公众开放。